# Santa Magdalena de Pulpis

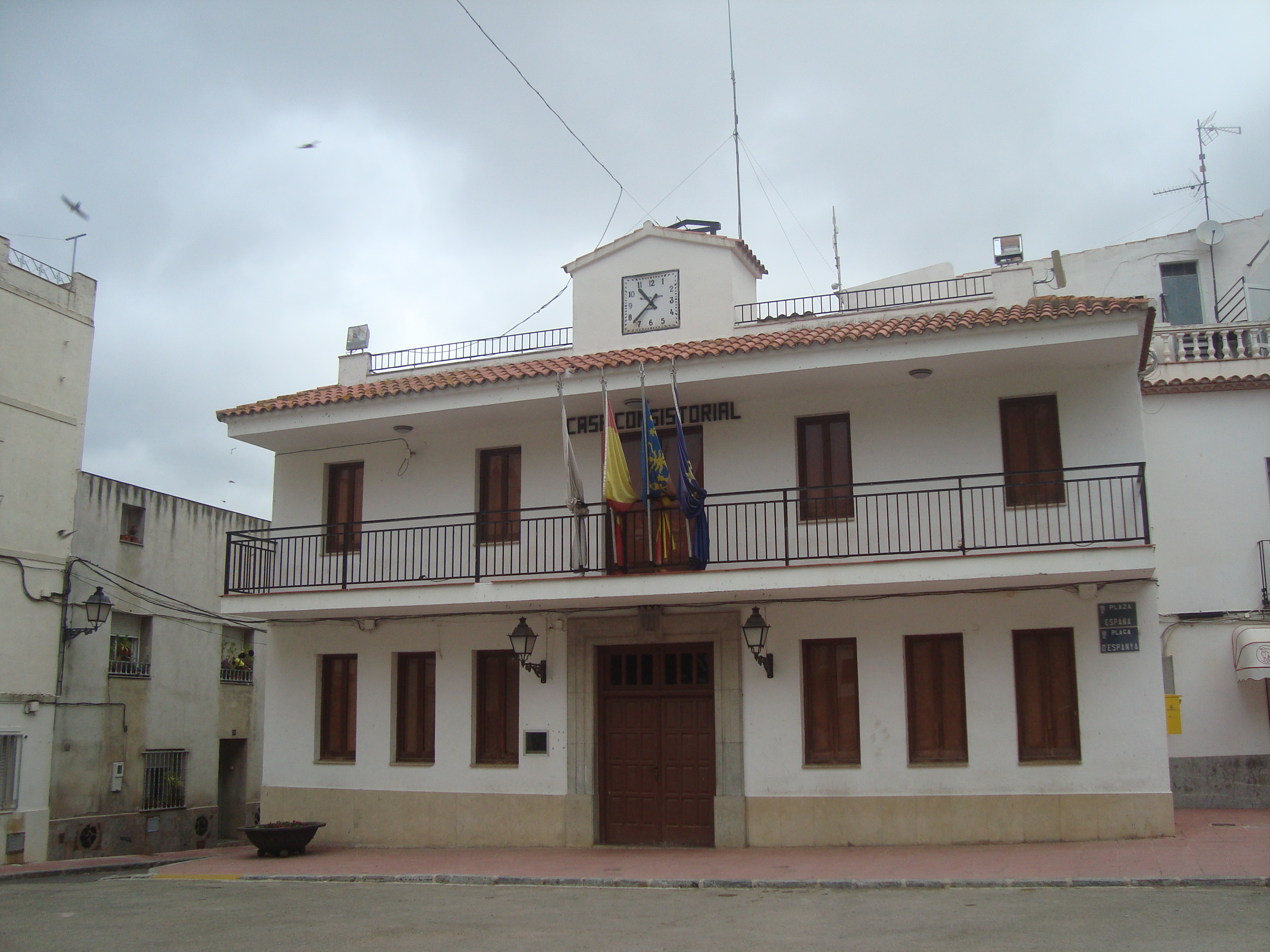
Ayuntamiento de Santa Magdalena de Pulpis

Santa Magdalena de Pulpis là một đô thị trong tỉnh Castellón, Cộng đồng Valencia, Tây Ban Nha. Đô thị Santa Magdalena de Pulpis có diện tích 66,5 km², dân số theo điều tra năm 2010 của Viện thống kê quốc gia Tây Ban Nha là 841 người. Đô thị Santa Magdalena de Pulpis nằm ở khu vực có độ cao 123 mét trên mực nước biển.

## Tham khảo

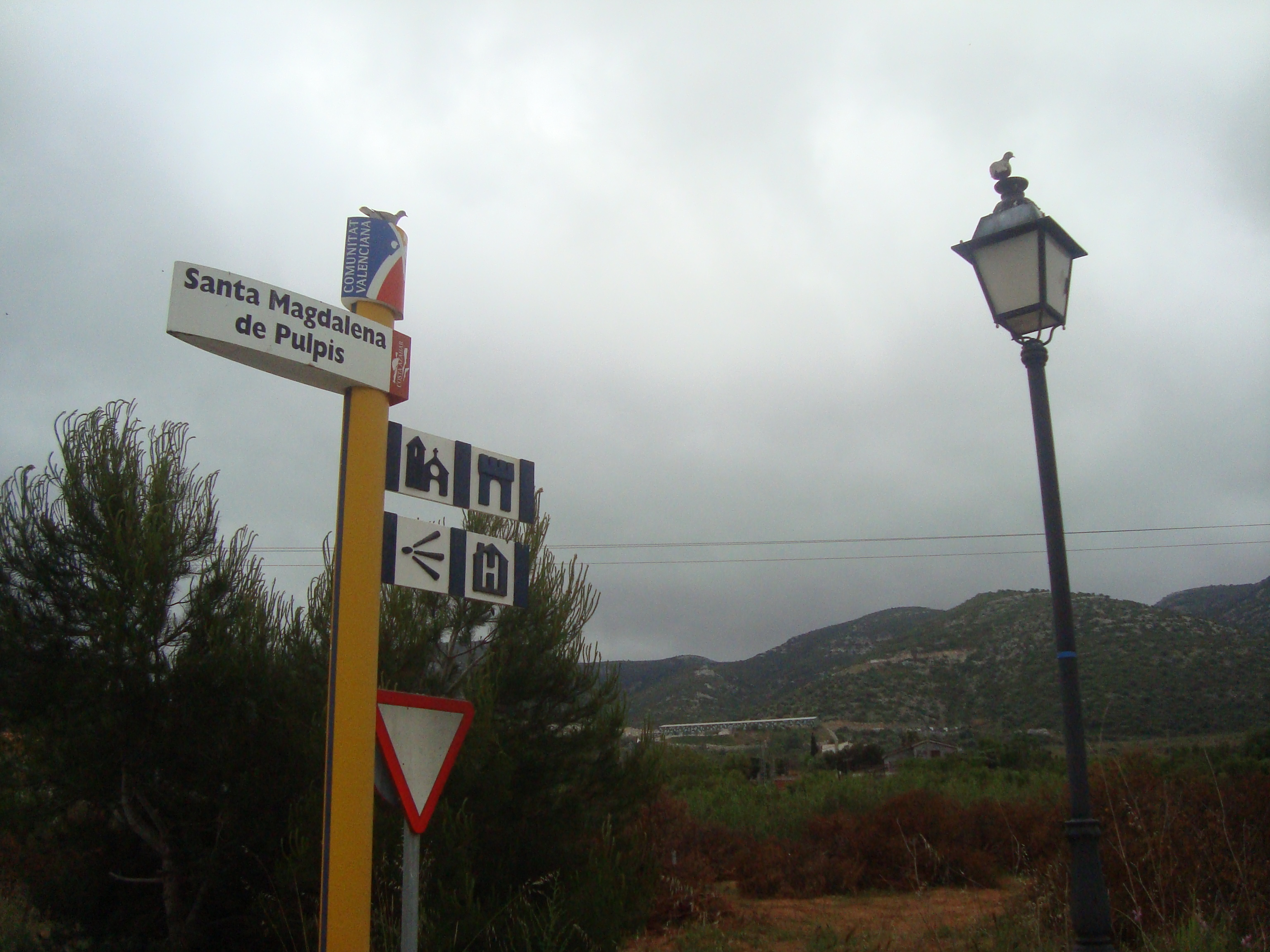
Santa Magdalena de Pulpis, Turismo Comunidad Valenciana

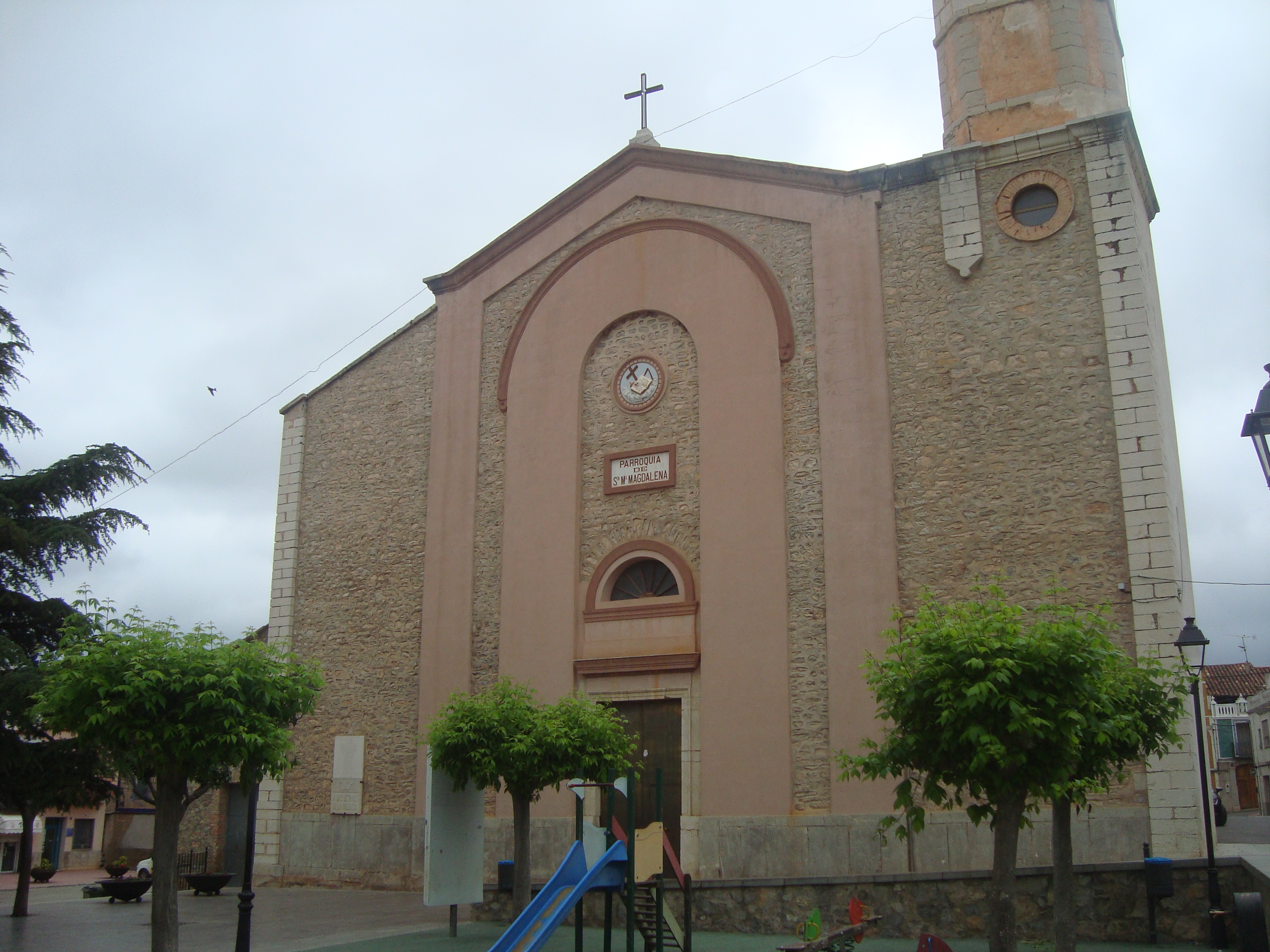
Església parroquial de Santa Magdalena (Santa Magdalena de Pulpis)